# Сингапур на Светском првенству у атлетици на отвореном 2015.
Сингапур је учествовао на Светском првенству у атлетици на отвореном 2015. одржаном у Пекингу од 22. до 30. августа петнаести пут, односно учествовао је на свим првенствима до данас. Репрезентацију Сингапура је представљала један атлетичарка која се такмичила у трци на 200 м.,
На овом првенству представник Сингапура није освојило медаљу нити остварио неки резултат.

## Учесници
Жене:
- Вероника Шанти Переира — 200 м

## Резултати

### Жене
| Атлетичарка            | Дисциплина | Лични рекорд | Квалификације | Квалификације | Полуфинале            | Полуфинале            | Финале                | Финале       | Детаљи                                      |
| Атлетичарка            | Дисциплина | Лични рекорд | Резултат      | Место         | Резултат              | Место                 | Резултат              | Место        | Детаљи                                      |
| ---------------------- | ---------- | ------------ | ------------- | ------------- | --------------------- | --------------------- | --------------------- | ------------ | ------------------------------------------- |
| Вероника Шанти Переира | 200 м      | 23,60        | 24,22         | 8. у гр. 5    | Није се квалификовала | Није се квалификовала | Није се квалификовала | 48 / 49 (51) | Архивирано на веб-сајту (30. новембар 2015) |